# Ораниенбург (город)
Ораниенбург (нем. Oranienburg) — город в Германии, районный центр, расположен в земле Бранденбург. Своим названием обязан старинному дворцу Ораниенбург, в свою очередь названному в честь курфюрстины Луизы Генриетты Нассау-Оранской.
Ораниенбург входит в состав района Верхний Хафель и является пятым по численности населения городом земли Бранденбург. Занимает площадь 162,23 км². Официальный код — 12 0 65 256.
Недалеко от Ораниенбурга находился концлагерь Заксенхаузен и туберкулёзный санаторий Грабовзее.
Город подразделяется на 9 городских районов. Имеется железнодорожная станция 3-го класса.
В честь Ораниенбурга названо несколько улиц в Берлине, в том числе в центре — Ораниенбургер-штрассе.
| Год  | Население |
| ---- | --------- |
| 1990 | 37 113    |
| 1995 | 37 577    |
| 2000 | 40 148    |
| 2005 | 41 115    |
| 2010 | 41 810    |
| 2015 | 43 526    |
| 2020 | 45 492    |

## История
Археологические находки показывают, что на месте города было славянское поселение, которое, предположительно, носило название Бочове. Немецкое заселение нынешнего городского района произошло во время второго Восточного расширения в XII веке, при этом прежнее славянское название было сохранено. На месте, где сегодня замок Ораниенбург в начале XIII века, был построен замок для защиты области и важных речных переправ. В 1216 году город был впервые упомянут в документе под именем Обазоу, когда Бранденбург епископ Зигфрид II вступил в должность. 
В 1232 году в Бочове принято городское законодательство. Обитатели города занимаются рыболовством, торговлей рыбой и сельскохозяйственной продукцией. От Бочове место бютзова было построено в 1483 году. С завоеванием районов дальше к востоку от города, замок потерял свое значение. 
В Тридцатилетней войне город был сожжен и разграблен.